# Qu Xiao-song
Dans ce nom, le nom de famille, Qu, précède le nom personnel.
Qu Xiao-song (né à Guiyang en 1952) est un compositeur chinois de musique contemporaine.